# Илистые прыгуны
И́листые прыгуны́ (лат. Periophthalmus) — род лучепёрых рыб из семейства Oxudercidae отряда Gobiiformes.

## Описание
Населяют мангровые леса и солоноватые воды тропических побережий за исключением Нового Света, некоторые виды живут в реках и прудах. Добывают пищу во время отлива. Утолщённые грудные плавники напоминают руки и используются как опора для передвижения, а во время прилива даже для влезания на деревья. Жаберное дыхание и плавники свидетельствуют о том, что несмотря на земноводный образ жизни, эти животные являются рыбами. Жаберная полость соединена с внешним миром тонкой жаберной щелью, предохраняющей этот чувствительный орган от высыхания. С помощью запаса морской воды в увеличенной челюстной полости, а также благодаря заглатыванию воздуха, илистые прыгуны могут в определённых границах поддерживать необходимый уровень кислорода в организме.  Усваивать кислород они могут и прямо  через кожу.  В остальном, их строение тела во многом напоминает земноводных, к примеру довольно подвижные и выдающиеся из головы глаза, которые периодически погружаются в глазные впадины — для смачивания. Переворачиваясь в грязи, прыгун охлаждает и смачивает кожу. Форма головы приспособлена к рытью в илистой поверхности в поисках каких-либо съедобных частиц. Также илистые прыгуны питаются под водой различными водорослями. Изогнутый хвост позволяет отталкиваться от земли и подпрыгивать, что обусловило название этого рода.
Чтобы привлечь партнёра, рыба высоко подпрыгивает. Оплодотворение внутреннее. В качестве убежища, на стенках которого самки откладывают икру, илистые прыгуны строят небольшие пещерки с воздушным мешком в подводном иле мангровых лесов или в дельтах рек. Эти пещерки имеют от двух до четырёх входов. Тоннель дважды в день затапливает прилив, и его приходится постоянно чистить. Так как вода в их сферах обитания как правило очень небогата кислородом, илистые прыгуны приносят в пещеру пузыри воздуха во рту, чтобы создать там резервный запас. Основными естественными врагами илистых прыгунов являются, помимо хищных рыб, цапли и водные змеи.

## Виды

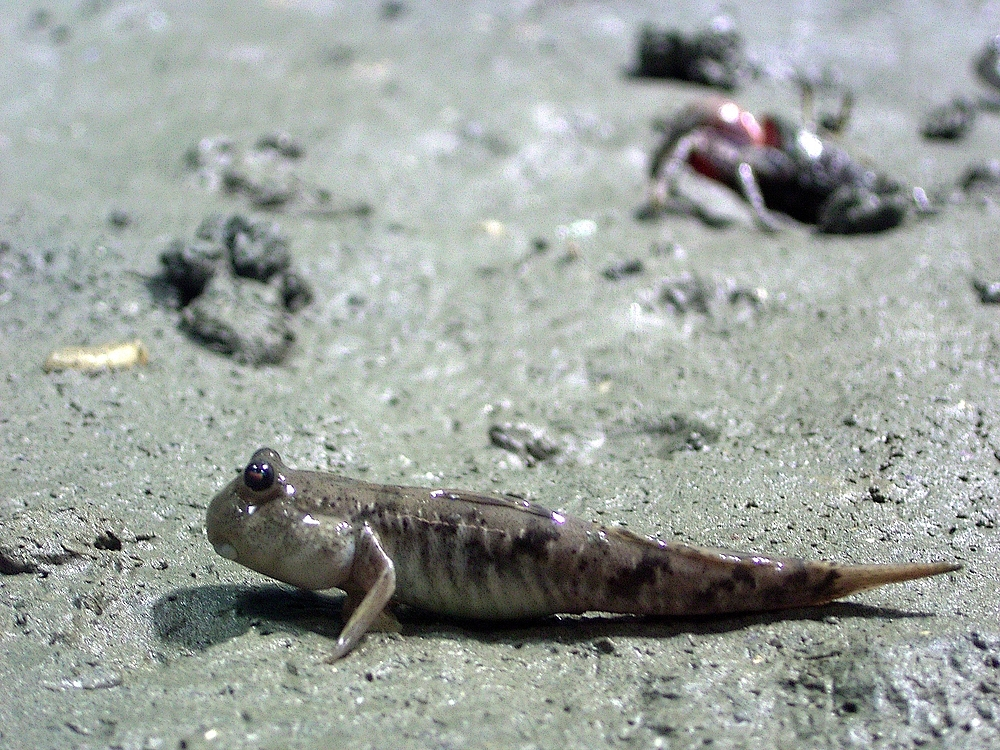
Periophthalmus modestus

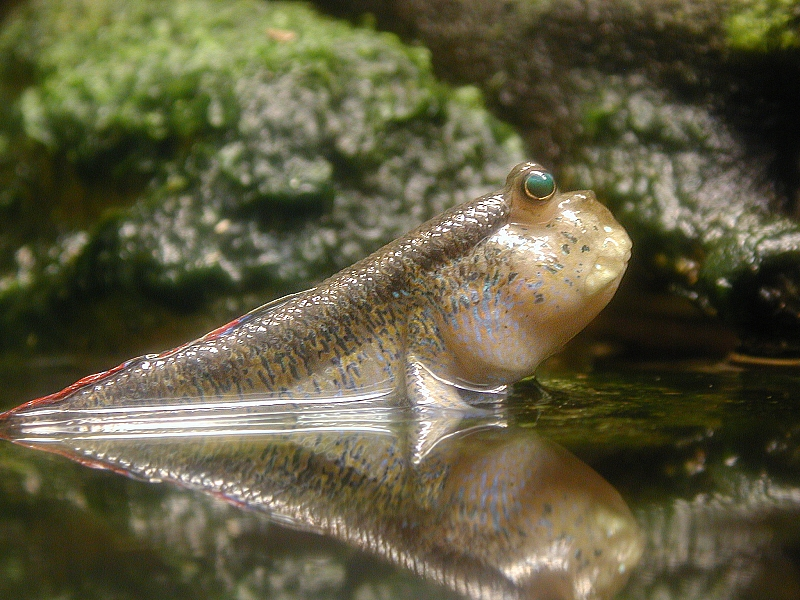
Periophthalmodon septemradiatus

- Periophthalmus argentilineatus Valenciennes in Cuvier & Valenciennes, 1837
- Periophthalmus barbarus (Linnaeus, 1766)
- Periophthalmus cantonensis (Osbeck, 1765)
- Periophthalmus chrysospilos Bleeker, 1852 — Золотистый прыгун[1]
- Periophthalmus gracilis Eggert, 1935
- Periophthalmus kalolo Lesson, 1831
- Periophthalmus magnuspinnatus Lee, Choi & Ryu, 1995
- Periophthalmus malaccensis Eggert, 1935
- Periophthalmus minutus Eggert, 1935
- Periophthalmus modestus Cantor, 1842
- Periophthalmus novaeguineaensis Eggert, 1935
- Periophthalmus novemradiatus (Hamilton, 1822)
- Periophthalmus pearsei Eggert, 1935
- Periophthalmus sobrinus Eggert, 1935
- Periophthalmus spilotus Murdy & Takita, 1999
- Periophthalmus variabilis Eggert, 1935
- Periophthalmus walailakae Darumas & Tantichodok, 2002
- Periophthalmus waltoni Koumans, 1941
- Periophthalmus weberi Eggert, 1935

Четыре других вида, относимых ранее к илистым прыгунам, ныне числятся в отдельном роде под названием Periophthalmodon (Bleeker, 1874):
- Periophthalmodon freycineti (Quoy & Gaimard, 1824)
- Periophthalmodon schlosseri (Pallas, 1770)
- Periophthalmodon septemradiatus (Hamilton, 1822)
- Periophthalmodon tredecemradiatus (Hamilton, 1822)